# رونوك (تكساس)
رونوك (بالإنجليزية: Roanoke)‏ هي مدينة أمريكية تقع في ولاية تكساس.تبلغ مساحة هذه المدينة 13.8 (كم²)،ويبلغ عدد سكانها 5962 نسمة حسب إحصاء سنة 2010 م.

## التركيبة السكانية
حدّد مكتب تعداد الولايات المتحدة بيانات التركيبة السكانية لرونوك في تعداد الولايات المتحدة. في ما يلي، التركيبة السكانية حسب تعدادي 2000 و2010.

### تعداد عام 2000
بلغ عدد سكان رونوك 2,810 نسمة بحسب تعداد عام 2000، وبلغ عدد الأسر 1,106 أسرة وعدد العائلات 760 عائلة مقيمة في المدينة. في حين سجلت الكثافة السكانية 155.9 نسمة لكل كيلومتر مربع (403.8/ميل2). وبلغ عدد الوحدات السكنية 1,462 وحدة بمتوسط كثافة قدره 81.1 لكل كيلومتر مربع (210.0/ميل2).
وتوزع التركيب العرقي للمدينة بنسبة 90.43% من البيض و1.35% من الأمريكيين الأفارقة و1.14% من الأمريكيين الأصليين و1.07% من الأمريكيين ذوي الأصول الآسيوية و0.07% من سكان جزر المحيط الهادئ و3.24% من الأعراق الأخرى و2.70% من عرقين مختلطين أو أكثر و10.82% من الهسبانيون أو اللاتينيون من أي عرق.
بلغ عدد الأسر 1,106 أسرة كانت نسبة 40.6% منها لديها أطفال تحت سن الثامنة عشر تعيش معهم، وبلغت نسبة الأزواج القاطنين مع بعضهم البعض 56.3% من أصل المجموع الكلي للأسر، ونسبة 8.7% من الأسر كان لديها معيلات من الإناث دون وجود شريك، بينما كانت نسبة 3.7% من الأسر لديها معيلون من الذكور دون وجود شريكة وكانت نسبة 31.3% من غير العائلات. تألفت نسبة 26.6% من أصل جميع الأسر من عدة أفراد يعيشون في نفس المنزل ونسبة 4.1% كانت تتألف من شخص يعيش بمفرده يبلغ من العمر 65 عاماً أو أكثر. وبلغ متوسط حجم الأسرة المعيشية 2.54، أما متوسط حجم العائلات فبلغ 3.11.
بلغ العمر الوسطي للسكان 30.6 عاماً. وكانت نسبة 28.3% من القاطنين تحت سن الثامنة عشر، وكانت نسبة 10.2% بين الثامنة عشر والرابعة والعشرين عاماً، ونسبة 38.6% كانت واقعةً في الفئة العمرية ما بين الخامسة والعشرين والرابعة والأربعين عاماً، ونسبة 17.4% كانت ما بين الخامسة والأربعين والرابعة والستين، ونسبة 5.4% كانت ضمن فئة الخامسة والستين عاماً فما فوق. يوجد لكل 100 أنثى 101.4 ذكر، ويوجد لكل 100 أنثى في الثامنة عشر من عمرها فما فوق 98.1 ذكر.
بلغ متوسط دخل الأسرة في المدينة 48,107 دولارًا، أما متوسط دخل العائلة فبلغ 58,833 دولارًا. وكان متوسط دخل الذكور 37,845 دولارًا مقابل 30,920 دولارًا للإناث. وسجل دخل الفرد الخاص بالمدينة 22,051 دولارًا. وكانت نسبة 2.5% من العائلات ونسبة 4.5% من السكان تحت خط الفقر، وكان من هؤلاء نسبة 2% تحت سن الثامنة عشر ونسبة 2.1% في الخامسة والستين من العمر وما فوق.

### تعداد عام 2010
بلغ عدد سكان رونوك 5,962 نسمة بحسب تعداد عام 2010، وبلغ عدد الأسر 2,396 أسرة وعدد العائلات 1,460 عائلة مقيمة في المدينة. في حين سجلت الكثافة السكانية 330.9 نسمة لكل كيلومتر مربع (857.0/ميل2). وبلغ عدد الوحدات السكنية 2,560 وحدة بمتوسط كثافة قدره 142.1 لكل كيلومتر مربع (368.0/ميل2).
وتوزع التركيب العرقي للمدينة بنسبة 84.77% من البيض و3.44% من الأمريكيين الأفارقة و0.87% من الأمريكيين الأصليين و2.63% من الأمريكيين ذوي الأصول الآسيوية و0.13% من سكان جزر المحيط الهادئ و5.07% من الأعراق الأخرى و3.09% من عرقين مختلطين أو أكثر و16.94% من الهسبانيون أو اللاتينيون من أي عرق.
بلغ عدد الأسر 2,396 أسرة كانت نسبة 37.4% منها لديها أطفال تحت سن الثامنة عشر تعيش معهم، وبلغت نسبة الأزواج القاطنين مع بعضهم البعض 46.5% من أصل المجموع الكلي للأسر، ونسبة 10.7% من الأسر كان لديها معيلات من الإناث دون وجود شريك، بينما كانت نسبة 3.7% من الأسر لديها معيلون من الذكور دون وجود شريكة وكانت نسبة 39.1% من غير العائلات. تألفت نسبة 32.3% من أصل جميع الأسر من عدة أفراد يعيشون في نفس المنزل ونسبة 4% كانت تتألف من شخص يعيش بمفرده يبلغ من العمر 65 عاماً أو أكثر. وبلغ متوسط حجم الأسرة المعيشية 2.49، أما متوسط حجم العائلات فبلغ 3.22.
بلغ العمر الوسطي للسكان 32.0 عاماً. وكانت نسبة 27.8% من القاطنين تحت سن الثامنة عشر، وكانت نسبة 10.1% بين الثامنة عشر والرابعة والعشرين عاماً، ونسبة 34.6% كانت واقعةً في الفئة العمرية ما بين الخامسة والعشرين والرابعة والأربعين عاماً، ونسبة 21.9% كانت ما بين الخامسة والأربعين والرابعة والستين، ونسبة 5.7% كانت ضمن فئة الخامسة والستين عاماً فما فوق. وتوزع التركيب الجنسي للسكان بنسبة 49.1% ذكور و50.9% إناث.

## المناخ
يظهر الجدول التالي التغييرات المناخية على مدار السنة لرونوك:
| البيانات المناخية لـ{{{location}}}                                                         | البيانات المناخية لـ{{{location}}} | البيانات المناخية لـ{{{location}}} | البيانات المناخية لـ{{{location}}} | البيانات المناخية لـ{{{location}}} | البيانات المناخية لـ{{{location}}} | البيانات المناخية لـ{{{location}}} | البيانات المناخية لـ{{{location}}} | البيانات المناخية لـ{{{location}}} | البيانات المناخية لـ{{{location}}} | البيانات المناخية لـ{{{location}}} | البيانات المناخية لـ{{{location}}} | البيانات المناخية لـ{{{location}}} | البيانات المناخية لـ{{{location}}} |
| الشهر                                                                                      | يناير                              | فبراير                             | مارس                               | أبريل                              | مايو                               | يونيو                              | يوليو                              | أغسطس                              | سبتمبر                             | أكتوبر                             | نوفمبر                             | ديسمبر                             | المعدل السنوي                      |
| ------------------------------------------------------------------------------------------ | ---------------------------------- | ---------------------------------- | ---------------------------------- | ---------------------------------- | ---------------------------------- | ---------------------------------- | ---------------------------------- | ---------------------------------- | ---------------------------------- | ---------------------------------- | ---------------------------------- | ---------------------------------- | ---------------------------------- |
| الدرجة القصوى °ف (°م)                                                                      | 86 (30)                            | 90 (32)                            | 95 (35)                            | 100 (38)                           | 102 (39)                           | 108 (42)                           | 109 (43)                           | 112 (44)                           | 112 (44)                           | 99 (37)                            | 89 (32)                            | 90 (32)                            | 112 (44)                           |
| متوسط درجة الحرارة الكبرى °ف (°م)                                                          | 65.3 (18.5)                        | 67.4 (19.7)                        | 73.0 (22.8)                        | 78.1 (25.6)                        | 83.3 (28.5)                        | 88.2 (31.2)                        | 91.1 (32.8)                        | 92.2 (33.4)                        | 87.3 (30.7)                        | 81.1 (27.3)                        | 72.3 (22.4)                        | 66.0 (18.9)                        | 92.4 (33.6)                        |
| متوسط درجة الحرارة الصغرى °ف (°م)                                                          | 28.0 (−2.2)                        | 30.6 (−0.8)                        | 38.5 (3.6)                         | 50.5 (10.3)                        | 59.2 (15.1)                        | 73.8 (23.2)                        | 77.5 (25.3)                        | 76.9 (24.9)                        | 64.7 (18.2)                        | 50.8 (10.4)                        | 37.1 (2.8)                         | 28.8 (−1.8)                        | 23.5 (−4.7)                        |
| الهطول إنش (مم)                                                                            | 2.12 (54)                          | 2.09 (53)                          | 3.09 (78)                          | 3.60 (91)                          | 3.96 (101)                         | 4.12 (105)                         | 2.28 (58)                          | 2.33 (59)                          | 2.71 (69)                          | 3.33 (85)                          | 2.05 (52)                          | 1.93 (49)                          | 33.61 (854)                        |
| متوسط تساقط الثلوج إنش (سم)                                                                | 0.3 (0.76)                         | 0.3 (0.76)                         | 0.3 (0.76)                         | 0.0 (0.0)                          | 0.0 (0.0)                          | 0.0 (0.0)                          | 0.0 (0.0)                          | 0.0 (0.0)                          | 0.0 (0.0)                          | 0.0 (0.0)                          | 0.1 (0.25)                         | 1.4 (3.6)                          | 2.4 (6.13)                         |
| متوسط أيام هطول الأمطار (≥ 0.01 in)                                                        | 6                                  | 6                                  | 8                                  | 7                                  | 9                                  | 7                                  | 6                                  | 4                                  | 6                                  | 7                                  | 5                                  | 6                                  | 77                                 |
| متوسط الأيام المثلجة (≥ 0.1 in)                                                            | 0                                  | 2                                  | 1                                  | 0                                  | 0                                  | 0                                  | 0                                  | 0                                  | 0                                  | 0                                  | 0                                  | 1                                  | 4                                  |
| المصدر: National Weather Service Forecast Office, Ft Worth Alliance Airport, Fort Worth TX |                                    |                                    |                                    |                                    |                                    |                                    |                                    |                                    |                                    |                                    |                                    |                                    |                                    |

## معرض صور

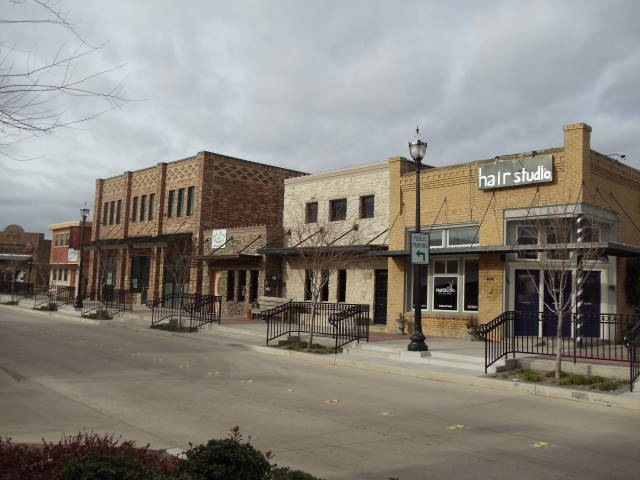
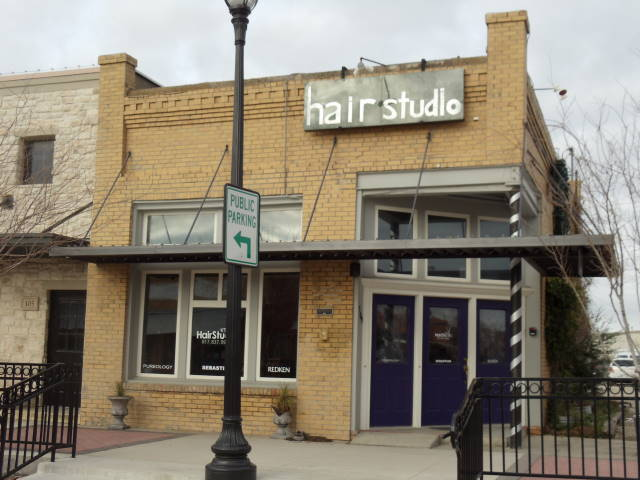
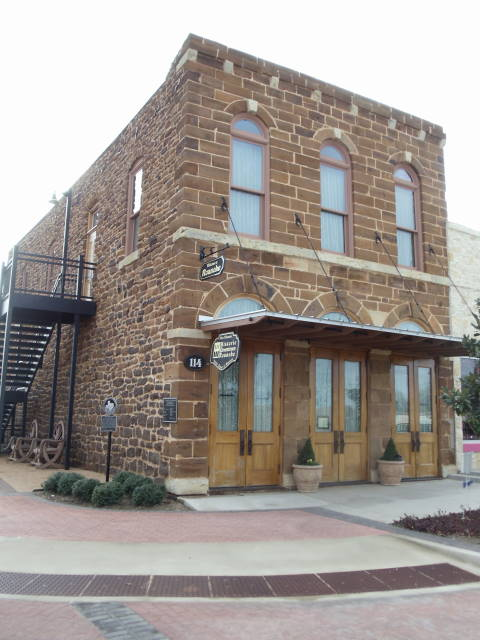
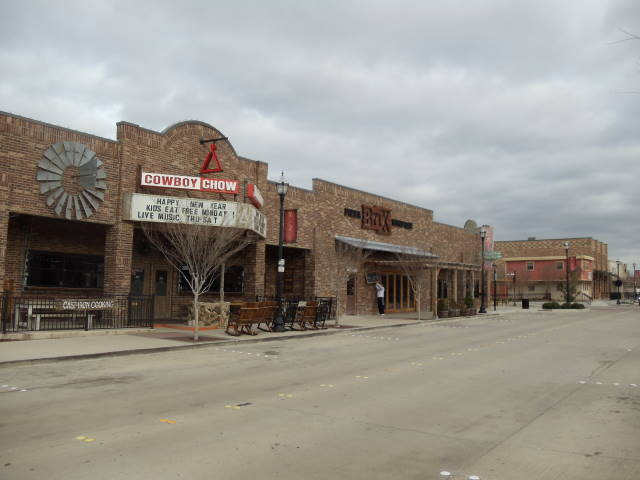